# Городище (Роменський район)
Городи́ще — село в Україні, у Роменському районі Сумської області. Населення становить 96 осіб. Входить до складу Вільшанської сільської громади.

## Географія
Село Городище знаходиться на березі річки Терн, вище за течією на відстані 1 км розташоване село Холодне, нижче за течією на відстані до 1 км розташовані села Іваниця і Деркачівка. По селу протікає пересихаючий струмок з загатою.

## Історія
Біля села Городище знаходиться одне з найграндіозніших городищ Київської Русі на території району — древнього міста В'єхань. Воно вперше згадується в Іпатіївському літописі 1147 року.
В серпні 1147 р. Курське Посейм'я було захоплене сином Юрія Долгорукого Глібом Юрійовичем, який відразу розіслав по «городам» своїх посадників. Вир (Білопілля), В'яхань і Попаш відмовились визнати його владу і залишились вірними переяславському князеві Мстиславу Ізяславовичу. Тоді об'єднана рать Гліба, чернігівських Ольговичів і половців осадила ці фортеці, але навіть після підходу чернігівського підкріплення В'яхань витримав осаду.
Походження назви міста В'яхань прослідкувати неможливо, але її іншомовне походження незаперечне і має кілька варіантів: В'єхань (найчастіше), Б'яхань, Б'єхань, Бохань.
У 1852 р. І. Д. Беляєв вперше спробував визначити місце знаходження В'яханя. Ті небагаті матеріали, на які він розраховував, дали підставу думати, що місто знаходиться десь у верхній течії річки Сули. У 1852 р. Філарет (Гумилевський) на основі актів 1638 та 1642 років визначив більш конкретне місцезнаходження В'яханя. Остаточно визначив місцезнаходження городища П. В. Голубовський. Його думку розділяють і сучасні вчені. Опис городища В'єхань вперше був зроблений В. Г. Ляскоронським. У 1946 р. пам'ятку відвідав В. А. Богусевич. Перші результати попереднього дослідження городища були опубліковані І. І. Ляпушкіним. У 1971 р. поселення вивчалось М. П. Кучерою та О. В. Сухобоковим, а потім Посульською розвідувальною групою Інституту Археології АН УРСР під керівництвом Ю. Ю. Моргунова. Вченими були відзначені значні оборонні можливості міста, що підтверджують і документи.
Навколо городища простежуються залишки великого (до 50га) селища, на сьогодні недослідженого. Неподалік збереглися залишки двох укріплених поселень, які Ю. Моргунов вважає стратегічно пов'язаними з В'яханем. Це Бабаківське городище — «передмістя» В'яханя, його своєрідний сторожовий пункт, та Боярське городище — відносно великих розмірів із значними оборонними укріпленнями. Це городище, очевидно, відігравало роль схрону під час нападу.
Ці об'єкти було споруджено для захисту В'яханя — Бабаківське городище контролювало майже десятикілометровий простір і перекривало шлях із Виру та з іншого боку — з Ромна.
Отже, входячи в Посульську лінію оборони, В'яхань відігравав значну роль у захисті держави. Його спорудження було ланкою в складній системи фортець Вирської волості, яка надійно закривала шлях степовикам. Самостійно, починаючи з 1113 року, вини вже не приходили на Русь у цьому районі.
- 12 червня 2020 року, відповідно до розпорядження Кабінету Міністрів України № 723-р «Про визначення адміністративних центрів та затвердження територій територіальних громад Сумської області», село увійшло до складу Вільшанської сільської громади[1].
- 19 липня 2020 року, в результаті адміністративно-територіальної реформи та ліквідації  Недригайлівського району, громада увійшла до складу новоутвореного Роменського району[2].
- 7 серпня 2024 року село зазнало авіаційних, ракетних та артилерійських ударів російйським агресором[3].

## Населення

### Мова
Розподіл населення за рідною мовою за даними перепису 2001 року:
| Мова       | Кількість | Відсоток |
| ---------- | --------- | -------- |
| українська | 96        | 100%     |

## Відомі люди
Одним із найвідоміших вихідців із села є український письменник Капельгородський Пилип Йосипович.
Уродженцем села є Холод Борис Іванович — доктор економічних наук, професор, заслужений діяч науки і техніки України.